# 遠藤登
遠藤 登（えんどう のぼる、1929年4月27日 - 2011年9月14日）は、日本の政治家。日本社会党衆議院議員（2期）を経て、山形県天童市長（3期）を務めた。2009年旭日重光章。2011年従四位。

## 来歴・人物
山形県天童市の農家に生まれる。1950年山形県立天童高等学校定時制卒。
青年団活動を経て、30歳で天童市議に初当選。4期務めた後、山形県議に転身し4期務める。
1990年の総選挙で旧山形1区から立候補し、当選。1993年の総選挙で再選。衆議院議員を2期務める。第一次橋本内閣で通商産業省政務次官を担う。
初の小選挙区比例代表並立制が用いられた1996年10月の第41回衆議院議員総選挙に立候補せず、次期天童市長選への出馬に向け準備を進める。
当時の天童市長である鈴木雅廣は市役所OBで、1985年に任期途中で病死した小座間泰蔵市長の後継として市長の座に就いたが、3期連続無投票で当選していた。また、同市鍬ノ町地区において大型ショッピングセンター進出計画が持ち上がり、地元の温泉組合や商業関係者が1万人規模の反対署名運動を行っていたが、遠藤はそうした運動が起こるのは市民の声が届いていない証拠であり、無競争のうえにあぐらをかいている市政を変えなければならないとして、1997年2月の市長選に立候補。社民党や連合山形の推薦のほか、自民党県議や市議も支援に加わり、市民党の立場で、21060票を獲得し初当選。鈴木の4選を阻止した。3選するが、3期目の途中である2008年12月25日、健康上の理由で辞職した。
2011年9月14日、肺炎のため山形市の病院で死去。82歳没。

## 国政選挙歴
| 当落 | 選挙                   | 執行日         | 年齢 | 選挙区    | 政党       | 得票数     | 得票率 | 定数 | 得票順位 /候補者数 | 政党内比例順位 /政党当選者数 |
| ---- | ---------------------- | -------------- | ---- | --------- | ---------- | ---------- | ------ | ---- | ------------------ | ---------------------------- |
| 当   | 第39回衆議院議員総選挙 | 1990年02月18日 | 60   | 旧山形1区 | 日本社会党 | 10万6111票 | 24.10% | 4    | 1/7                | /                            |
| 当   | 第40回衆議院議員総選挙 | 1993年07月18日 | 64   | 旧山形1区 | 日本社会党 | 7万606票   | 17.09% | 4    | 4/6                | /                            |

## 政策
- 選択的夫婦別姓制度導入に賛成[9]。